# ハイバトゥラー・アクンザダ
ハイバトゥラー・アクンザダ（パシュトゥー語: هبت الله اخونزاده, ラテン文字転写: Hibatullah Akhunzada, 1961年8月10日 - ）は、アフガニスタンの政治家、マウラウィー位のウラマー、カーディー、イスラーム主義勢力ターリバーンの3代目最高指導者。日本の報道では「アクンザダ師」と表記される。またハイバトゥラ・アクンザダとの表記も見られる。

## 来歴

### 出自
アフガニスタン王国カンダハール州出身。正確な出生年は不明で、1950年代以前あるいは1961年頃であると考えられている。パシュトゥーン人の出自で、ヌールザイ氏族に属している。名前の「ハイバトゥラー」はアラビア語で「アッラーからの贈り物」を意味するهبة الله（ヒバトゥッラー、アラブ圏では女性に多い名前だが男性名としても古くから用いられてきた）という人名に相当するが、日本のメディアにおける一般的な発音とカタカナ表記は現地語のھیبت الله（Haybatullah）に即したハイバトゥラ、ハイバトゥッラー、ハイバトラ等となっている。
アクンザダの父親はモスクのイマームであり、家族は非政治的で隠士のような生活を送っていた。アクンザダの家族は礼儀正しいものの、外向的でなく、部族の集会や会議に参加したことはなかった。

### ソ連侵攻
1979年のソ連侵攻で激化したアフガニスタン紛争の戦火は当時アクンザダが住んでいた村まで及んだ。アクンザダはパキスタンの都市クエッタへ避難したと言い伝えられている。1980年代、パキスタンでイスラームの知識、特に預言者ムハンマドの言行録であるハディースの知識を深め、「シャイフ・アル・ハディース」の肩書きを得た。

### ターリバーン裁判官
1994年にターリバーンへ加入した。
1996年にターリバーンがアフガニスタン全土を掌握してアフガニスタン・イスラーム首長国を樹立するとシャリーア法廷の裁判官を務め、ナンガルハール州軍事法廷の裁判長や最高裁判所の副裁判長を歴任した。アクンザダは政権内で宗教問題を担当する幹部として名声を高めた。また、同国で発行されたファトワーの大半は彼が発行したと言われている。宗教学者として評判がとても高かったため、他のタリブからイスラム法学者および精神的指導者として尊敬され、時のアミール・アル＝ムウミニーンであるムハンマド・オマルから師範として仰がれていた。

### 連合軍の侵攻
米国を中心とする有志連合によるアフガニスタン侵攻で政権が崩壊した後は、アフガニスタン国内に潜伏していたとされる。また、パキスタン・バローチスターン州の多数のマドラサを指導しているとされる。
2016年5月21日にターリバーン第2代最高指導者アフタル・ムハンマド・マンスールがアメリカ軍の空爆で死亡したのを受け、25日に第3代最高指導者に就任した。ターリバーンの発表によると、アクンザダはマンスールの代理人として活動しており、生前のマンスールから後継指名を受けていたという。最高指導者の座に就いたアクンザダには、2016年以降ターリバーン内にあった内紛後の、組織の結束が委ねられた。
2016年、アルカーイダ最高指導者のアイマン・ザワーヒリーはアクンザダに忠誠を誓い、「信徒の長（アミール・アル＝ムウミニーン）」と呼んでいる。
2017年、息子のアブドゥル・ラフマンがヘルマンド州のゲレシュクにて、欧米諸国の傀儡とみなされた共和国政府軍に対し、自爆攻撃を敢行し殉教した。

### 政権奪還後
米軍撤退開始に伴い2021年5月に始まった攻勢により8月15日には首都カーブルが陥落し、事実上ターリバーンがアフガニスタンの全権を掌握することとなった。ターリバーン幹部のワヒードラ・ハシミ(Waheedullah Hashimi)はアフガニスタンは評議会（シューラ）により統治され、評議会議長が大統領のような役割を果たし、アクンザダは評議会議長の上に立つ公算があると述べた。9月7日のタリバンによる暫定政権発足の際にアクンザダ名義で国民に声明を発表し、新政権においてはイスラムの規則及び法を遵守していく、とした。
政権奪還後も公の場に姿を表さず、本人とされる写真も以前ターリバーンが公開した1枚（撮影年月日不明）しか存在しないため、死亡説が一部では囁かれている。2022年5月1日のイード・アル・フィトルで、カンダハール大学モスクに現れ説教をした。しかし、ジャーナリストはアクンザダに近づく事が許されず、周囲の人にも撮影許可が降りなかった。
2022年7月1日に開催されたロヤ・ジルガに出席し、対外援助に頼らない自立した経済の確立、ウラマーや庶民の団結による国内情勢の安定化を主張した。また、アフガニスタンへの内政干渉に対して、アフガニスタンは殉教者の国であり、原子爆弾を使用されたとしても、イスラームの道を守るとした。同年11月13日には国内の裁判官に対しシャリーアの完全執行を指示した。
2025年7月8日、国際刑事裁判所はアクサンダとアブドゥル・ハキム・ハッカーニ最高裁長官に対して、女性への迫害を理由に逮捕状を出した。

## 政策

### アフガニスタンの最高指導者として
2021年12月3日、女性の権利を規定する法令を発行した。女性は高貴で自由な人間として尊重するべきで、家の財産として扱うことはシャリーアに反するとした。女性には結婚について決める権利があり、平和協定と引替えに相手に差し出したり、結婚するよう圧力をかけることは許されないとした。また、未亡人の夫の財産の相続権を奪うことはできないとした。2022年3月14日、アフガニスタンのムジャーヒディーンに対して、行動規則を発表した。加えて、未成年の兵士登用の禁止を命令したとされる。アフガニスタンではこれまで、ターリバーンや旧イスラム共和国政府で従軍する少年兵の存在が問題視されていた。2022年3月23日、7年生から12年生（日本でいう中学・高校）の女子生徒が復学できるようにする決定を覆した。この決定は法務大臣代行兼最高裁判官アブドゥル・ハキム・イシャクザイ、巡礼寄進大臣代行ムハンマド・サキブ、勧善懲悪大臣代行シェイク・モハマド・ハリドなどのラーバリシューラの中でも保守的なウラマーからの圧力によるものだと噂されている。2022年4月3日、アフガニスタンでのアヘンの栽培を禁止する法令に署名した。麻薬の注文と輸送も禁止された。
2022年5月7日、幼児・子供・老人を除く女性に、公の場所ではヒジャブ着用を義務付ける法令に署名した。法令の中で、ヒジャブの最良の形態としてアフガニスタン（パシュトゥーン人の間）で伝統的に着用されるチャドル（ブルカ）を挙げたが、それ以外のものでもボディーラインが見えたり透けているもので無ければ許容されるとした。
2022年5月21日、政府の役人向けて、不必要な重婚を避けるように命令した。男性にとって結婚には多額のマフルがかかり、重婚をするとその分の莫大な費用が必要となる。費用を調達するために汚職に手を染める、マフルを支払えずに信用を落すといった事を避けるべきだとした。